# Дурипш
Дури́пш (абх. Дәрыҧшь; груз. დურიფში) — село в Абхазии, в Гудаутском районе частично признанной Республики Абхазия, согласно административному делению Грузии — в Гудаутском муниципалитете Абхазской Автономной Республики. Расположено к северу от райцентра Гудаута в предгорной полосе у подножья Бзыбского хребта.
В административном отношении село является административным центром Дурипшинской сельской администрации (абх. Дәрыҧшь ақыҭа ахадара), в прошлом Дурипшинского сельсовета.

## Географическое положение

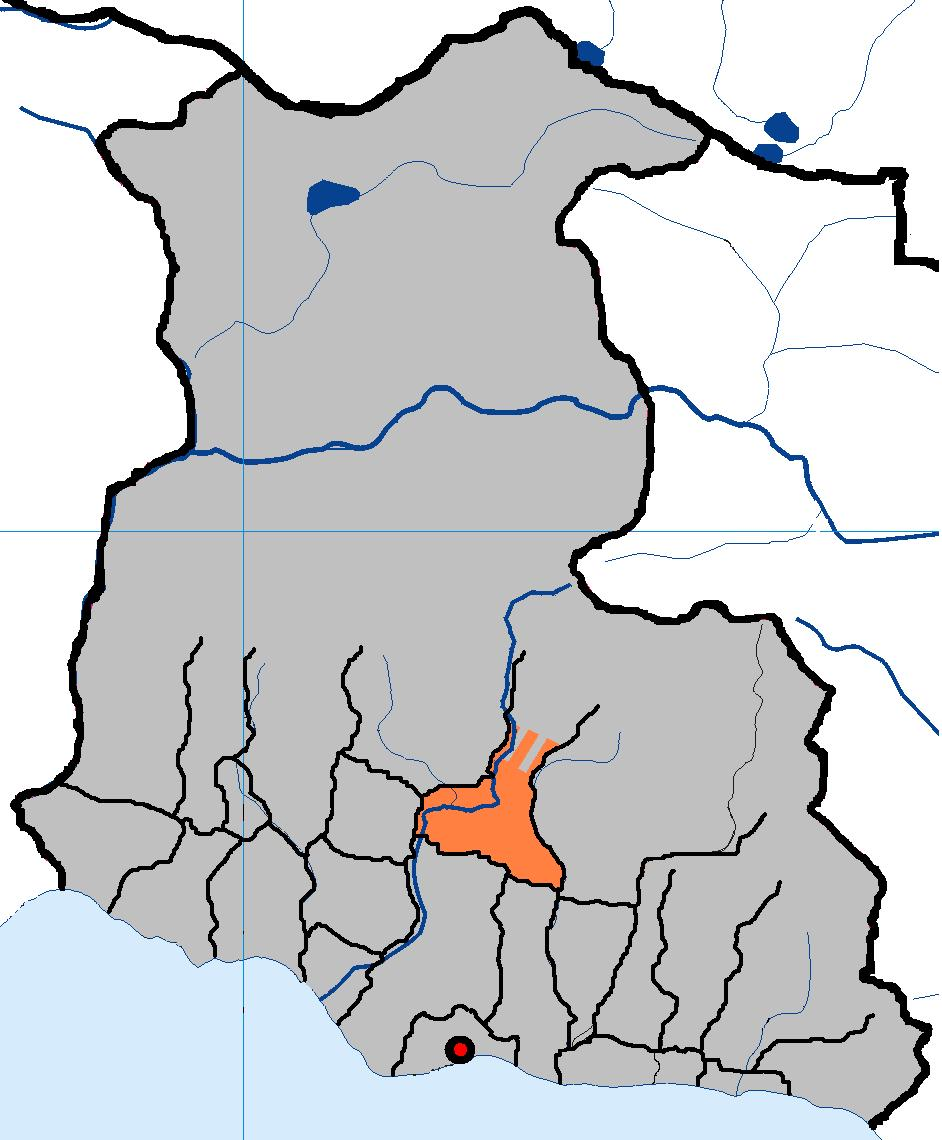
Расположение села Дурипш

На севере границей Дурипша служит Бзыбский хребет, на востоке граничит с селом Ачандара по реке Дахуара, на юге — с селом Лыхны, на юго-востоке — с селом Куланырхуа, на севере и западе границей Дурипша является река Хыпста.

## История
Ещё в первой половине XIX столетия поселения Абгара, Арыюта, Эбырныха и Аркуа в разных архивных источниках, в том числе и на картах, упоминаются как самостоятельные населённые пункты, не входящие в состав селения Дурипш. В эпоху позднего средневековья часть земель Дурипша являлась вотчиной абхазского дворянского рода Лакрба. В селе имеется местность Лакрипш («владение Лакрбовцев»).
Однако во второй половине XIX века (примерно с 1870-х годов) после проведения ряда административных реформ было образовано объединённое село Дурипш (или т. н. Дурипшская община), которая включала в себя все вышеуказанные поселки. С тех времен границы села Дурипш существенно не менялись.
Село издавна населяют роды Лакрба, Гунба, Тарба, Тванба, Таркил, Тания, Ардзинба, а также Арсалия и Герзмава. В начале XIX в. из юго-восточной Абхазии сюда переселились представители рода Кварацхелия. Вскоре, преимущественно в период 1870—1920 гг. в с. Дурипш обосновались представители следующих фамилий: Агрба, Хагба, Агумаа, Абгадж, Сакания, Гамисония, Конджария, Халваш, Гицба, Смыр, Чуаз, Хупория, Губаз, Барциц, Цкуа, Шулумба, Кобахия, Эшба, Пкин, Анба, Кецба, Бения, Квадзба, Барзания, Папба, Бигвава, Габуния, Антелава, Хагуш, Халия, Хеция, Ласария, Эмухвари, Куджба, Чепия, Гугунава, Вардания, Царгуш, Тыркба и др.
Село сильно пострадало от махаджирства — насильственного выселения абхазского населения в Турцию во второй половине XIX века. Особенно сильно это отразилось на селении после Русско-Турецкой войны 1877—1878 годов, когда практически все население Дурипша переселилось в Турцию. Однако, позже, часть этих переселенцев сумела вернуться обратно.
В 1877 году, в результате насильственного выселения абхазов в Турцию, в Дурипше из более 1,5 тыс. жителей осталось не больше 50 человек.
В селе Дурипш в 1931 году был проведён первый в современной истории общенациональный сход абхазского народа, на котором было выражено недовольство понижением статуса Абхазии до уровня автономии, непосредственно входящей в состав Грузинской ССР. Участники схода также выразили недовольство по вопросу предстоящей коллективизации и озвучили недоверие по отношению к властям Абхазии и их действиям.
В 1959 году село Дурипш посетил первый президент Демократической Республики Вьетнам Хо Ши Мин.
В мае 1963 года в селе Дурипш в доме родных братьев Махты и Минаса Таркил в лучших традициях абхазского гостеприимства приняли Первого секретаря ЦК КПСС Никиту Хрущёва и кубинского лидера Фиделя Кастро.
Село Дурипш исторически подразделяется на 6 посёлков (абх. аҳабла):
- Абгара
- Агухара
- Арыюта
- Аттархабла
- Эбырныха
- Тванаарху

Колхоз
В советское время в селе действовал колхоз «Дурипш» (до 1953 года — имени Берия) Гудаутского района, председателем которого с 1946 года был Григорий Шагович Ардзинба. В этом колхозе трудились Герои Социалистического Труда Мария Кукуновна Ардзинба, Аилин Дугович Тарба, Мурад Джисипович Тарба, Темур Тугович Тарба, Хашид Дугович Тарба и Нора Георгиевна Сакания.

## Население
По данным переписи населения 1886 года в селении Дурипш проживало 843 человека (в том числе: православных христиан — 464 чел., мусульман-суннитов — 379 чел; по сословному делению в Дурипше имелось 61 дворянин и 782 крестьянина).
По данным переписи 1959 года в селе Дурипш жило 2767 человек, в основном абхазы.
По данным переписи 1989 года население Дурипшского сельсовета составило 2699 человек, в основном абхазы.
По данным переписи 2011 года численность населения сельского поселения (сельской администрации) Дурипш составила 2214 жителей, из них 98,1 % — абхазы (2171 человек), 0,8 % — русские (17 человек), 0,3 % — грузины (6 человек), 0,2 % — украинцы (4 человека), 0,1 % — мегрелы (3 человека), 0,1 % — армяне (2 человека), 0,5 % — другие (11 человек).
| Год переписи | Число жителей | Этнический состав                           |
| ------------ | ------------- | ------------------------------------------- |
| 1886         | 843           | абхазы 100 %                                |
| 1926         | 1605          | абхазы 96,3 %; грузины 0,9 %; русские 0,6 % |
| 1959         | 2767          | абхазы (нет точных данных)                  |
| 1989         | 2699          | абхазы (нет точных данных)                  |
| 2011         | 2214          | абхазы (98,1 %)                             |

## Достопримечательности
В селе расположены объекты историко-культурного наследия Абхазии:
- Стоянка первобытного человека — относится к эпохе мустье. Локализация этой стоянки — вторая терраса левого берега реки Хыпста у села Дурипш.
- Крепость — эпоха средневековья. Расположена у слияния рек Хыпста и Егры, напротив Дурипшской ГЭС.
- Церковь времён средневековья.
- Обелиск жертвам репрессии 1937 года, павшим воинам в войне 1941—1945 гг. и Отечественной войне народа Абхазии 1992—1993 гг. из села Дурипш. Установлен в 1999 году, скульптор — Герзмава Б.

## Известные уроженцы
- Агумаа Софа (Софья) Хинтруговна — советская и абхазская актриса, режиссёр, театральный педагог. С 2014 года — художественный руководитель Абхазского государственного молодёжного театра; Народная артистка Республики Абхазия (1985).
- Ардзинба Леонид Басятович — Герой Абхазии, кавалер ордена «Ахьдз-Апша» III степени. Во время грузино-абхазской войны 1992—1993 гг. — командир зенитно-пулеметной батареи. По окончании войны и до 2001 года занимал пост Министра рыбной промышленности РА. В период с 1993 г. по 2013 г. — Президент федерации конного спорта Абхазии.
- Герзмаа Майя Джгуатовна — абхазская танцовщица, солистка Государственный заслуженный ансамбль народной песни и танца Абхазии. Народная артистка Абхазии (1985).
- Гицба Шалва Чифович — советский и абхазский актёр, режиссёр. Народный артист Абхазии (1984).
- Гумба Ражден Джгутанович — советский и российский композитор, музыкальный педагог и музыковед. Заслуженный деятель искусств ГССР (1958). Заслуженный деятель искусств Абхазской АССР (1970). Народный артист Абхазии.
- Лакрба Мырзакан Хусейнович — известный общественно-политический деятель Абхазии второй половины XIX века.
- Тарба Нелли Золотинсковна — абхазская писательница, поэтесса, переводчик, публицист. Член Союза писателей Абхазии (с 1957), член Союза писателей СССР, Союза писателей РФ. Заслуженный работник культуры Абхазии.